# Irantzu Varela Urrestizala
Irantzu Varela Urrestizala   (Portugalete, 24 de juliol de 1974) és una periodista i militant feminista basca. És coordinadora de Faktoria Lila i una de les seves fundadores. També és fundadora i presentadora d'El Tornillo, microespai feminista de La Tuerka. Així mateix, col·labora en el diari digital Pikara Magazine a la secció «Aló Irantzu».

## Trajectòria
Prové d'una família humil de Basauri, on va passar la seva infància. Va estudiar a la Universitat del País Basc entre 1993 i 1998 on es va llicenciar en ciències de la comunicació. Va cursar estudis de postgrau relacionats amb el desenvolupament i la cooperació internacional i també amb la comunicació i el gènere.
Interessada pel feminisme i la situació de les dones, va iniciar un procés autodidacta fins a arribar a ser una reconeguda feminista radical. Va començar a treballar en l'àmbit de les ONGD durant nou anys com a responsable de comunicació i coordinadora de Formació d'UNA Gestió i Comunicació. Va ser partícip de la creació de l'organització comunitària Faktoria Lila on actualment és coordinadora, formadora i gestora de xarxes socials. Ha impartit nombrosos tallers de formació sobre gènere, igualtat, feminismes, violència simbòlica, crítica de l'amor romàntic, lideratge i comunicació.
És coneguda a nivell estatal i internacional pels vídeos sobre feminisme que elabora per a El Tornillo, vídeos que es publiquen a la web de La Tuerka, a PúblicoTV i a YouTube i que estan caracteritzats per la ironia i el sarcasme. En ells, en aproximadament 5 minuts i amb un llenguatge senzill i quotidià, tracta temes relacionats amb les desigualtats de gènere entre homes i dones. També ha intervingut com a tertuliana en programes de televisió de la cadena ETB 2.
Ha estat candidata d'Euskal Herria Bildu al Senat per Biscaia tant en les eleccions generals espanyoles de 2015 com a les eleccions de 2016.
L'abril de 2022, juntament amb la periodista Andrea Momoitio, va crear el projecte La Sinsorga, un centre cultural feminista que s'inaugurà a finals d'aquell mateix any al centre històric de Bilbao i que compta amb quatre plantes, entre les quals hi haurà un espai de cotreball, un restaurant, una botiga de marxandatge feminista i un espai polivalent.
Va ser directora del documental Ell mai no em va pegar, el qual tracta sobre la violència psicològica exercida en una relació de parella. En mitja hora explica la història de tres dones que van patir violència psicològica per part de les seves parelles heterosexuals. Aquest documental sol usar-se en tallers de formació feminista, que la pròpia directora imparteix. El seu objectiu és evidenciar que la violència contra les dones no és només física, sinó que és la forma extrema que adopta tot un entramat de violència simbòlica i psicològica, el qual és un element clau de l'estructura de dominació home-dona.